# Bernhard Greulich
Bernhard Greulich (* 4. Dezember 1902 in Mannheim; † 4. März 1995 ebenda) war ein deutscher Leichtathlet und Rasenkraftsportler.
Er wurde 1936 Deutscher Meister im Rasenkraftdreikampf. Im Hammerwurf warf er am 16. Mai 1936 in Mannheim mit 52,02 Meter deutschen Rekord und kam kurz darauf bei den Deutschen Leichtathletik-Meisterschaften auf Rang fünf. Er qualifizierte sie für die Olympischen Spiele in Berlin, wo er Platz sieben erreichte. 1937 wurde er Deutscher Meister im Rasenkraftdreikampf, -Hammerwurf und -Gewichtwurf und 1938 nochmal im Gewichtwurf.
Greulich startete für den TSV 1846 Mannheim. Der vielseitige Sportler war dort auch als Turner und Hockeyspieler aktiv. Später engagierte er sich in seinem Verein als Abteilungsleiter Hockey und Mitglied des Vorstands.

## Persönliche Bestleistungen
- Hammerwurf: 55,81 Meter, 14. August 1938 in Heidelberg
- Gewichtwurf: 20,18 Meter, 6. August 1939 in Nürnberg